# Claude Ecken
Œuvres principales
- Le Monde tous droits réservés

Claude Ecken, de son vrai nom Claude Eckenschwiller, né en 1954 en Alsace, est un écrivain français de science-fiction et de romans policiers. Il est également critique littéraire. 

## Biographie
Anthologiste, Claude Ecken est en outre critique littéraire, participe à des animations scolaires et des ateliers d'écriture. Il écrit aussi bien pour les adultes que pour la jeunesse. En tant que critique, il collabore depuis 1976, à de nombreuses revues notamment Fiction, Ère comprimée, Thriller, Les Cahiers de la bande dessinée, L'Écran fantastique, Bifrost ou encore Galaxies ou à des fanzines dédiés au polar, à la BD et à la SF bande dessinée. Il est également le créateur du Festival BD d'Aix-en-Provence (1981). En 1996, il collabore avec Thierry Labrosse et Christophe Arleston sur la BD Bug Hunters, qui est accueillie froidement,,. 
Alsacien d'origine, il réside actuellement[Quand ?] à Béziers et vit de sa plume depuis une vingtaine d'années.

## Œuvres

### Romans
- L'Abbé X, Jean Goujon, coll. « Engrenage » no 93, 1984
- La mémoire totale - Fleuve Noir Anticipation N° 1422, 1985
- Chroniques Télématiques 1 - L'univers en pièce - Fleuve Noir Anticipation N° 1521, 1987[6]
- La Peste verte, Fleuve noir, coll. « Gore » no 38, 1987
- Auditions coupables, 1988
- L'Ère du pyroson 1 - De silence et de feu - Fleuve Noir Anticipation N° 1683, 1989
- L'Ère du pyroson 2 - Les enfants du silence - Fleuve Noir Anticipation N° 1690, 1989
- L'Autre Cécile - Fleuve Noir Anticipation N° 1727, 1990
- Le Cri du corps - Fleuve Noir Anticipation N° 1793, 1990
- Enfer clos, 1997
- Petites vertus virtuelles, 1999
- Les Hauts Esprits, 2005
- La Saison de la colère, 2008[7]
- Mission Caladan, 2010Écrit avec Roland Lehoucq.
- Les Souterrains du temps, 2017

### Nouvelles et recueils de nouvelles
- Estafilades, 1984
- La Fin du Big Bang, 2000
- Le Monde, tous droits réservés[8],[9], Le Bélial', 2005
- Au réveil il était midi, L'Atalante, 2012Prix Masterton 2013

### Bandes dessinées
- 1907 La Longue Marche des vignerons du midi, 1984, dessin et couleur de Benoît Lacou.  (ISBN 978-2952091176)
- Bug Hunters - Le Prisonnier virtuel, 1996, dessin de Thierry Labrosse, scénario d'Arleston et Claude Ecken, éd. Soleil Productions  (ISBN 2-87764-405-7)
- Le Diable au port, t.1 - L'Étoffe et le Fléau, 2002, dessin et couleur de Benoît Lacou, Éditions Hors Collection[10]  (ISBN 2-258-05686-1)
- Le Diable au port t.2 - Les Brasiers de Marseille, 2003, dessin et couleur de Benoît Lacou, Éditions Hors Collection  (ISBN 2-258-05957-7)
- Le Diable au port t.3 - Les Forçats de l'apocalypse, 2004, dessin et couleur de Benoît Lacou, Éditions Hors Collection[11]  (ISBN 2-258-06299-3)
- Murel, t.1 - Les Chants de l'air, 2007, dessin et couleur de Benoît Lacou, Emmanuel Proust éditions[12]  (ISBN 978-2-84810-130-9)

## Prix littéraires
- Grand prix de l'Imaginaire, 2006, catégorie Nouvelle ou recueil de nouvelles, pour Le Monde tous droits réservés[13].
- Prix Rosny aîné 2004 de la nouvelle, Éclats lumineux du disque d'accrétion[14].
- Prix Rosny aîné 2001 de la nouvelle, La Fin du big bang[14].
- Prix Masterton 2013 de la nouvelle, Au réveil il était midi.
- Grand prix de l'Imaginaire, 2021, catégorie Nouvelle ou recueil de nouvelles, pour Toxiques dans les prés.
- Prix Cyrano 2021, remis à Valbonne lors de la Convention nationale française de science-fiction.